# Thaumaleus quadridens
Thaumaleus quadridens är en kräftdjursart som först beskrevs av Davis 1947.  Thaumaleus quadridens ingår i släktet Thaumaleus och familjen Monstrillidae. Inga underarter finns listade i Catalogue of Life.